# Латрі Михайло Пелопідович
Михайло Пелопідович Латрі (31 жовтня 1875, Одеса — 11 лютого 1942, Париж) — український живописець, художник по керамиці, представник кімерійської школи живопису.

## Біографія
Михайло Латрі народився в родині старшої дочки І. К. Айвазовського Олени Іванівни і лікаря одеської міської лікарні Пелопіда Савича Латрі. Значну частину дитинства провів в Феодосії, де потрапив під вплив творчості свого діда, який був його першим учителем живопису.
У 1896 р., після закінчення Рішельєвської гімназії за рекомендацією діда поступив до Петербурзької Академії мистецтв, в пейзажний клас Архипа Куїнджі. У 1897 р., після відходу з Академії А. Куїнджі, перервав навчання і поїхав у подорож по Греції, Італії, Туреччині, Франції. Навчався в Мюнхені у Ш. Холлоші і Феррі-Шмідта.
У 1899 р. повернувся до Санкт-Петербурга і був зарахований в Академію художеств вільним слухачем. В 1902 р. закінчив курс зі званням художника. Писав імпресіоністські пейзажі олією, темперою і аквареллю, багато картин присвятив Криму і Греції. Брав участь у виставках Академії Художеств (з 1912), «Новому товаристві художників» (1912—1913), членом-засновником якого він був, а також у складі найбільшого творчого об'єднання молодих художників — «Мир искусства». Картини репродукувалися у журналах «Мир искусства» та «Огонек».
В 1905 р. переїхав до маєтку Баран-Елі поблизу Феодосії, де обладнав спеціальну керамічну майстерню і на наступних виставках виставляв саме керамічні твори. Наприклад, показав художню кераміку у пересувному «Салоні Іздебського» 1909—1910 р. В цей же період Михайло Латрі брав активну участь в діяльності Феодосійського товариства аматорів художеств, був громадським директором Феодосійської картинної галереї.
В 1920 р. з першою хвилею російської еміграції Михайло Латрі покинув Крим і оселився в Греції. Керував Королівським керамічним заводом в Афінах. Писав пейзажі Афін, островів Делос і Міконос, бере участь в археологічних розкопках стародавніх Делоса і Міконоса.
В 1924 році зміна політичної ситуації в Греції змусила Михайла Латрі переїхати до Парижу. Організував велику декоративно-художню майстерню, розробляв ескізи, за якими виготовлялися вази, сервізи, панно, лакові ширми. Російський символізм перекликався у Латрі з декоративними мотивами Ар Деко, що набирав силу.
В 1935 р. провів персональну виставку в Реймсі, на якій було представлено графічні роботи і акварелі Паризького періоду. Помер 11 лютого 1942 року в Парижі. Похований на руському кладовищі Сент-Женев'єв де Буа.
В 1962 і 1975 рр. у Феодосії відбулися меморіальні виставки творчості Михайла Латрі. Найбільша представницька колекція його праць зберігається у Феодосійській картинній галереї ім. Айвазовського. Його твори також знаходяться у таких музейних зібраннях як Третьяковська галерея, Російський музей, Лувр.